# David Salvador (motociclista)
David Salvador Gómez (Madrid, España, 27 de junio de 2003) es un piloto de motociclismo español que participa en el Campeonato Mundial de Moto3 con el equipo CIP Green Power.

## Biografía
David empezó su carrera en España hasta llegar a la European Talent Cup en 2018, donde el madrileño acabó 3.º en aquella campaña con 4 podios. La temporada siguiente estuvo entre la Red Bull MotoGP Rookies Cup, donde logró tres Top 3 -incluyendo una victoria-, y el FIM CEV Repsol en Moto3™. Pese a no ser una primera experiencia muy exitosa, Salvador logró mostrar una clara progresión en esta categoría durante las dos temporadas siguientes. Hizo 4 apariciones entre los tres primeros y terminó 5.º en su tercer intento. En 2020, en la Red Bull MotoGP Rookies Cup, terminó 6.º y para 2021 el Rivacold Snipers lo escogió como sustituto para dos carreras de la clase ligera del Mundial. En 2022 disfrutaría de 5 apariciones en el Mundial de Moto3™ con el equipo BOÉ SKX, donde su mejor resultado fue un 18.º puesto en Valencia. En 2023 participa a tiempo completo en el Mundial con el equipo CIP Green Power.

## Resultados en el Campeonato del Mundo
Sistema de puntuación de 1993 hasta 2022:
| Posición | 1.º | 2.º | 3.º | 4.º | 5.º | 6.º | 7.º | 8.º | 9.º | 10.º | 11.º | 12.º | 13.º | 14.º | 15.º |
| Puntos   | 25  | 20  | 16  | 13  | 11  | 10  | 9   | 8   | 7   | 6    | 5    | 4    | 3    | 2    | 1    |

### Carreras por año
(Carreras en negrita indica pole position, carreras en cursiva indica vuelta rápida)
| Año  | Cat.  | Moto          | 1      | 2      | 3     | 4       | 5      | 6      | 7      | 8      | 9       | 10      | 11     | 12  | 13  | 14  | 15  | 16  | 17  | 18  | 19  | 20     | Pos. | Pts. |
| ---- | ----- | ------------- | ------ | ------ | ----- | ------- | ------ | ------ | ------ | ------ | ------- | ------- | ------ | --- | --- | --- | --- | --- | --- | --- | --- | ------ | ---- | ---- |
| 2021 | Moto3 | Honda         | QAT    | DOH    | POR   | SPA     | FRA    | ITA    | CAT    | GER    | NED     | EST Ret | AUT 21 | GBR | ARA | RSM | AME | ERM | ALG | VAL |     |        | 37.º | 0    |
| 2022 | Moto3 | Husqvarna/KTM | QAT    | INA    | ARG   | AME 22  | POR 22 | SPA 19 | FRA    | ITA    | CAT Ret | GER     | NED    | GBR | AUT | RSM | ARA | JPN | THA | AUS | MAL | VAL 18 | 31.º | 0    |
| 2023 | Moto3 | KTM           | POR 13 | ARG 10 | AME 7 | SPA Ret | FRA 14 | ITA 18 | GER 24 | NED 20 | GBR 6   | AUT     | CAT    | RSM | IND | JPN | INA | AUS | THA | MAL | QAT | VAL    | 16.º | 30   |